# 王行健
王行健（16世紀—1638年 †），字天行，北直隸保定府蠡縣城內人，明朝政治人物。

## 生平
王行健是萬曆四十六年（1618年）戊午科順天府鄉試舉人，四十七年（1619年）的進士，獲授戶部廣東司主事，管倉差五個月省下二千多石米糧，管新餉庫一年省下六千餘兩，天啓年間外任九江鈔關榷關官主事九個月，正稅以外也省下四千五百餘兩，全數拿來買銅給朝廷使用，不久因為父母年老辭官歸養，即使七次得薦用也不再出仕。
崇禎二年（1639年），清軍入塞，北京戒嚴，王行健倡義拿出千金捐餉，獲建坊旌表，同時修築蠡縣兩關石橋方便；崇禎十一年（1638年）十一月，清朝軍隊攻至蠡縣城池，他分守南門，十一天後城破，和長子廩生王奎光殉難，給事中沈迅上奏關於蠡縣死難一事中，提到他的死狀最慘烈，入祀鄉賢祠。

## 家族
曾祖王彪。祖王濟民，寿官。父王學雲。

## 引用
1. ↑  達春布 修 黃鳳樓 纂 《同治九江府志•卷二十五•職官•關督》
2. 1 2  光緒《蠡縣志·卷六·人物志》：王行健，城內人，萬曆己未進士，任戶部廣東清吏司主事，管倉差五月報羨米二千餘石，管新餉庫一年報羨六千餘兩，俱咨部紀錄；任九江口鈔官凡九閱月，除正項解足外羨銀四千五百餘兩，盡數買銅解部公用，以親老辭官歸養，臺省薦章七上會未之出之。崇禎己巳都城戒嚴，倡義捐餉千金，建坊優旌，修蠡兩關石橋，往來永賴。戊寅十一月大清兵至蠡城，分守南門信地不離十一日，城破同長子廩生奎光殉難死，科臣沈迅具蠡縣死難奏，到底不離南城一步，而被傷最慘者王行健也，父忠子孝，祀鄉賢祠。
3. ↑  《萬曆四十七年己未科進士履歷》：王行健，三，诗二房，丙申十一月十一日生。蠡县人，戊午九十一，会一百七十八，二甲五十一。户部政，辛酉授户部廣東司主事，本年管象房草场，管新饷粮庫，癸亥管九江鈔关，甲子降。